# Verzorgingsplaats Frascati
De Verzorgingsplaats Frascati is een verzorgingsplaats in Italië langs de toerit van de A1 ten zuidoosten van Rome.

## Locatie
Op 21 mei 1955 werd een wet van kracht om het wegennet aan te passen en uit te breiden o.a. met nieuwe autosnelwegen. De aanleg van de autosnelweg tussen Rome en Napels, de toenmalige A2, vond plaats in drie delen. Het wegvak tussen Rome en Frosinone werd op 2 juni 1962 geopend. Het tolplein Rome-zuid kwam op 5 kilometer ten zuiden van de ringweg van Rome bij Frascati. De verzorgingsplaats werd gebouwd op de helling vlak ten oosten van het tolplein. Op 21 juli 1988 werd een verbinding ten oosten van Rome geopend en werd de toenmalige A2 omgenummerd in A1. Het wegvak bij Frascati heet sindsdien Diramazione Roma Sud.

## Bedrijven
De concessie voor de verzorgingsplaats ging naar Pavesi dat samenwerkte met Shell en Esso die dan ook de tankstations gingen exploiteren. De huisarchitect van Pavesi, Bianchetti, kwam met een uniek ontwerp dat geheel was aangepast aan de ligging tegen de helling. Het brugrestaurant kwam over de helling van de autostrada, de parkeerterreinen werden op hetzelfde niveau gelegd als de brug, wat uniek is in Italië. Het tankstation van Esso aan de noordkant werd verlaagd aangelegd. Bianchetti speelde ook met de kleuren door de logo's op de toegangsgebouwen niet in rood met witte letters uit te voeren, maar rode letters op grijs te gebruiken, hij sloot daarbij aan op het grijze beton en de oranjerode lamellen van het brugdeel. De verzorgingsplaats werd in 1963 geopend.

## Autogrill
In 1974 kwam Pavesi, net als de concurrenten Motta en Alemagna, in financiële moeilijkheden in de nasleep van de oliecrisis. Omdat de wegrestaurants als noodzakelijke voorziening werden beschouwd kocht de overheid via het Istituto per la Ricostruzione Industriale (IRI) de restaurants van de exploitanten. IRI bracht de restaurants onder in Autogrill. Na de reprivatisering werden de concessies herschikt en van de oorspronkelijke exploitanten is alleen Esso nog aanwezig op de verzorgingsplaats.